# Валстрона
Валстро̀на (на италиански: Valstrona; на пиемонтски: Valstron-a, Валстрон-а, на местен диалект: Val Struna, Вал Струна) е община в Северна Италия, провинция Вербано-Кузио-Осола, регион Пиемонт. Разположено е на 475 m надморска височина. Населението на общината е 1254 души (към 2010 г.).
Административен център на общината е село Строна (Strona).